# Белово (Благоевград)
Белово (буг. Бельово) је насељено место у општини Сандански у области Благоевград, Бугарска. Према попису из 2021. године било је без становника.
Према бугарском географу и историчару, Василу Канчову, у Белову је 1900. године живело 820 Словена хришћана.